# Escola Médico-Cirúrgica do Porto
A Escola Médico-Cirúrgica do Porto (1836-1911) foi um estabelecimento de ensino superior, na área médica e farmacêutica, criado na cidade do Porto no âmbito da reforma educativa de Passos Manuel. Sucedeu à Régia Escola de Cirurgia do Porto, uma instituição criada em 1825 por D. João VI de Portugal, que funcionava em ligação com o Hospital da Misericórdia do Porto. 
Em 1837, é estabelecido um novo plano geral de estudos, que, além de alargar o número de cadeiras, as dividia em cadeiras médicas e cadeiras cirúrgicas. A Escola Médico-Cirúrgica tinha o seu assento no Hospital de Santo António, anexando uma Escola de Farmácia que compreendia cursos teóricos e cursos práticos. 
Na reforma educativa que se seguiu à implantação da República Portuguesa, a Escola Médico-Cirúrgica do Porto foi elevada a Faculdade de Medicina do Porto pelo Decreto com Força de Lei de 22 de Fevereiro de 1911 que promulgou a reforma do ensino médico, tendo sido já com este novo estatuto que por Decreto de 22 de Março de 1911 a Escola Médico-Cirúrgica foi integrada na então criada Universidade do Porto, constituindo o embrião dos actuais Instituto de Ciências Biomédicas Abel Salazar, Faculdade de Medicina e Faculdade de Farmácia daquela Universidade.